# العلاقات الأرجنتينية البيروية
العلاقات الأرجنتينية البيروفية هي العلاقات الثنائية التي تجمع بين الأرجنتين وبيرو.

## مقارنة بين البلدين
هذه مقارنة عامة ومرجعية للدولتين:
| وجه المقارنة                                              | الأرجنتين                                               | بيرو                                   |
| --------------------------------------------------------- | ------------------------------------------------------- | -------------------------------------- |
| المساحة (كم2)                                             | 2.78 مليون                                              | 1.29 مليون                             |
| عدد السكان (نسمة)                                         | 44.27 مليون                                             | 32.16 مليون                            |
| الكثافة السكانية (ن./كم²)                                 | 15.92                                                   | 24.93                                  |
| العاصمة                                                   | بوينس آيرس                                              | ليما                                   |
| اللغة الرسمية                                             | اللغة الإسبانية                                         | اللغة الإسبانية، اللغة الأيمرية، كتشوا |
| العملة                                                    | البيزو الأرجنتيني 1983 ‏، بيزو أرجنتيني، أسترال أرجنتيني | سول بيروفي جديد                        |
| الناتج المحلي الإجمالي (بليون دولار)                      | 637.59 مليار                                            | 211.39 مليار                           |
| الناتج المحلي الإجمالي (تعادل القوة الشرائية) بليون دولار | 883.02 مليار                                            | 393.13 مليار                           |
| الناتج المحلي الإجمالي الاسمي للفرد دولار أمريكي          | 13.43 ألف                                               | 6.03 ألف                               |
| الناتج المحلي الإجمالي للفرد دولار أمريكي                 |                                                         | 11.99 ألف                              |
| مؤشر التنمية البشرية                                      | 0.827                                                   | 0.740                                  |
| رمز المكالمات الدولي                                      | +54                                                     | +51                                    |
| رمز الإنترنت                                              | .ar                                                     | .pe                                    |
| المنطقة الزمنية                                           | 00                                                      | توقيت بيرو، 00                         |

## مدن متوأمة
في ما يلي قائمة باتفاقيات التوأمة بين مدن أرجنتينية وبيروفية:
- ترتبط سانتا في مع كاياو باتفاقية توأمة منذ 27 مايو 1999.[14][14][14][14]
- ترتبط باهيا بلانكا مع بيورا باتفاقية توأمة.
- ترتبط كورينتس مع أريكيبا باتفاقية توأمة.
- ترتبط روساريو مع بيسكو، بيرو باتفاقية توأمة منذ 1987.[15][15][15][15]
- ترتبط قرطبة مع Juanjuí [الإنجليزية]‏ باتفاقية توأمة.
- ترتبط بويرتو مادرين مع بيسكو، بيرو باتفاقية توأمة.
- ترتبط بوينس آيرس مع ليما باتفاقية توأمة منذ 19 مايو 1994.

## منظمات دولية مشتركة
يشترك البلدان في عضوية مجموعة من المنظمات الدولية، منها:
| علم المنظمة | اسم المنظمة                                                          | تاريخ انضمام الأرجنتين | تاريخ انضمام بيرو |
| ----------- | -------------------------------------------------------------------- | ---------------------- | ----------------- |
|             | المنظمة الهيدروغرافية الدولية                                        | ?                      | ?                 |
|             | منظمة الشرطة الجنائية الدولية                                        | ?                      | ?                 |
|             | الاتحاد البريدي العالمي                                              | ?                      | ?                 |
|             | وكالة حظر الأسلحة النووية في أمريكا اللاتينية ومنطقة البحر الكاريبي ‏ | ?                      | ?                 |
|             | منظمة التجارة العالمية                                               | ?                      | ?                 |
|             | الفريق المعني برصد الأرض                                             | ?                      | ?                 |
|             | اتحاد دول أمريكا الجنوبية                                            | ?                      | ?                 |
|             | مؤسسة التنمية الدولية                                                | 3 أغسطس 1962           | 30 أغسطس 1961     |
|             | مجموعة دول الأنديز                                                   | ?                      | ?                 |
|             | مؤسسة التمويل الدولية                                                | 13 أكتوبر 1959         | 20 يوليو 1956     |
|             | منظمة حظر الأسلحة الكيميائية                                         | ?                      | ?                 |
|             | الأمم المتحدة                                                        | 24 أكتوبر 1945         | 31 أكتوبر 1945    |
|             | الاتحاد الدولي للاتصالات                                             | 1889                   | 12 يوليو 1915     |
|             | البنك الدولي للإنشاء والتعمير                                        | 20 سبتمبر 1956         | 31 ديسمبر 1945    |
|             | المركز الدولي لتسوية المنازعات الاستشارية                            | 18 نوفمبر 1994         | 8 سبتمبر 1993     |
|             | وكالة ضمان الاستثمار متعدد الأطراف                                   | 11 فبراير 1992         | 2 ديسمبر 1991     |
|             | يونسكو                                                               | 15 سبتمبر 1948         | 21 نوفمبر 1946    |

## وصلات خارجية
- موقع وزارة الخارجية الأرجنتينية
- موقع وزارة الخارجية البيروفية